# میریام کولون
میریام کولون (اسپانیایی: Míriam Colón‎; ۲۰ اوت ۱۹۳۶ – ۳ مارس ۲۰۱۷) یک هنرپیشه اهل پورتو ریکو بود.
از فیلم‌ها یا برنامه‌های تلویزیونی که وی در آن نقش داشته‌است می‌توان به صورت‌زخمی، سربازهای یک چشم، سابرینا، ستاره تنها، گلوریا، گریستن، همه اسب‌های زیبا، جاده فرعی و پنج‌تای برتر اشاره کرد.